# Tethina seriata
Tethina seriata är en tvåvingeart som först beskrevs av Axel Leonard Melander 1952.  Tethina seriata ingår i släktet Tethina och familjen Canacidae.
Artens utbredningsområde är Florida. Inga underarter finns listade i Catalogue of Life.